# Albrecht Lempp

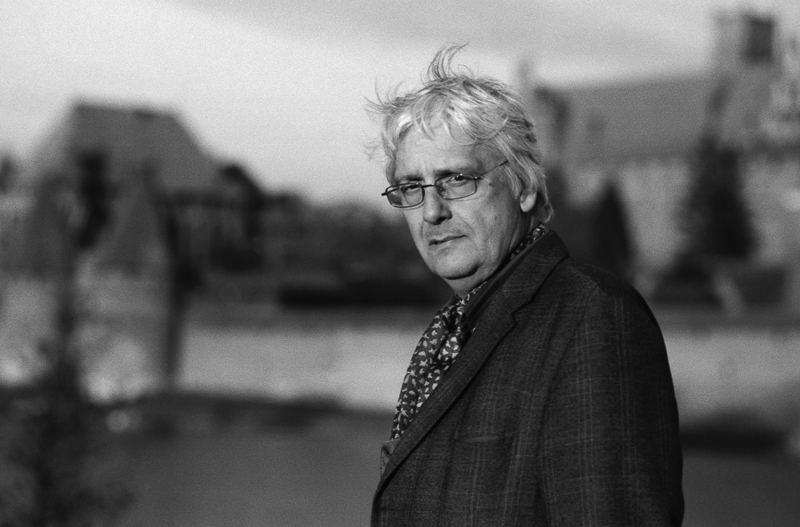
Albrecht Lempp

Albrecht Lempp (* 8. Mai 1953 in Stuttgart; † 19. November 2012 in Warschau) war ein deutscher Philologe, Polonist und Übersetzer.

## Werdegang
Lempp promovierte 1986 an der University of North Carolina. Er war wissenschaftlicher Mitarbeiter am Deutschen Polen-Institut in Darmstadt, Leiter der Arbeitsgruppe „polska2000“ in Krakau sowie Direktor der Stiftung für deutsch-polnische Zusammenarbeit und damit Förderer von zwischenstaatlichen Kulturprojekten.
Als freiberuflicher Übersetzer übertrug er Werke der polnischen Literatur ins Deutsche, darunter Werke von Anna Bolecka, Janusz Głowacki, Stanislaw Lem, Maria Nurowska, Jerzy Pilch, Andrzej Stasiuk und Olga Tokarczuk.
Lempp starb nach einem Schwächeanfall während der Kulturtagung Mehr Europa in Warschau, bei sich zu Hause an Herzinfarkt. Er wurde auf dem Powązki Wojskowe-Friedhof am 26. November 2012 beigesetzt.

## Auszeichnungen
Im Jahr 2007 erhielt Lempp den vom Polnischen Buchinstitut (Instytut Książki) verliehenen und mit 10.000 Euro dotierten Transatlantyk-Preis. Der Jury nach war er einer der bekanntesten Förderer polnischer Literatur in Deutschland.